# Абрамова, Инна Владимировна
И́нна Влади́мировна Абра́мова (род. 23 октября 1966, Гомель) — советская и российская пловчиха, многократная чемпионка СССР в плавании вольным стилем на 50 и 100 м и в эстафетах 4×100 м.

## Биография
Начала заниматься спортивным плаванием начала в 1977 году под руководством М. С. Борисовой в СДЮШОР «Ижпланета». В 1980 году заняла 3-е место на юношеском первенстве СССР в Волгограде на дистанции 100 м вольным стилем с результатом 1.02,1. В 1981 году на той же дистанции на юношеском матче СССР—ГДР заняла 2-е место с результатом 58,9 с.
Окончила педагогический факультет физической культуры УдГУ.
В 1982 году на чемпионате СССР на той же дистанции показала результат 57,77 с.
В 1985 году завоевала золото на Универсиаде в Японии. В июле 1986 года на Играх доброй воли установила рекорд СССР на дистанции 50 м вольным стилем — 26.18, заняв второе место. В августе 1986 года принимала участие в чемпионате мира в Испании.
В 1988 году принимала участие в летних Олимпийских играх, где заняла 14 место на дистанции 50 м вольным стилем и 5 место в эстафете 4×100 м вольным стилем.
Инна Владимировна является многократной чемпионкой СССР в плавании вольным стилем на 50 и 100 м и в эстафетах 4×100 м.
По состоянию на 2017 год, Инна Владимировна является держателем рекордов Удмуртии на дистанциях 50, 100 и 200 м вольным стилем. Федерация плавания Удмуртии проводит ежегодные соревнования по плаванию на призы Инны Абрамовой.

## Семья
Муж Г. Г. Турецкий, дочь — Александра Турецкая.